# Hagerbeck
| Zuläufe und Bauwerke \| Hagerbeck \| Hagerbeck \| Hagerbeck \| \| ------------ \| --------- \| ----------------------------------- \| \| Legende \| \| \| \| Wuppertal \| \| Wuppertal \| \| \| \| \| \| \| \| Zulauf Hagerbeck (oberer Zulauf) \| \| \| \| Zulauf Hagerbeck (mittlerer Zulauf) \| \| \| \| Zulauf Hagerbeck (unterer Zulauf) \| \| \| \| \| \| \| \| \| \| \| \| \| \| Hager Siefen \| \| \| \| Hager Bach \| \| \| |  |                                     |
| Hagerbeck |  |                                     |
| Legende |  |                                     |
| Wuppertal |  | Wuppertal                           |
| |  |                                     |
| |  | Zulauf Hagerbeck (oberer Zulauf)    |
| |  | Zulauf Hagerbeck (mittlerer Zulauf) |
| |  | Zulauf Hagerbeck (unterer Zulauf)   |
| |  |                                     |
| |  |                                     |
| |  |                                     |
| Hager Siefen |  |                                     |
| Hager Bach |  |                                     |

Die Hagerbeck ist ein 719 Meter langer Bach und rechter Zufluss des Hager Bachs im Wuppertaler Stadtbezirk Uellendahl-Katernberg. Für den Namen des Fließgewässers wird auch gelegentlich die Tautologie Hagerbecker Bach verwendet (Beck ist das niederdeutsche Wort für Bach.)

## Geographie

### Verlauf
Der Bach entspringt auf rund 282 Meter über Normalnull im Stadtbezirk Uellendahl-Katernberg südlich des Ortsteils Dönberg. Ab seiner Quelle fließt er zunächst in nordöstlicher Richtung und erhält nach rund 170 Meter von links einen Zulauf, nach weiteren 120 Meter einen weiteren von links. Einen dritten linken Zulauf erhält er rund 308 Meter nach der Quelle. 410 Meter hinter der Quelle erreicht die Hagerbeck einen zirka 6200 Quadratmeter großen Teich, den sie speist. Der Bachlauf wird südlich des Teichs in östlicher Richtung geführt.
570 Meter ab Quelle erreicht die Hagerbeck bebautes Gebiet und wird verrohrt weitergeführt, hier unterquert sie die Dönberger Straße. Nach weiteren 100 Meter wendet sich der Bachlauf in südlicher Richtung und erhält rund 20 Meter weiter von rechts verrohrt Zulauf durch den 354 Meter langen Hager Siefen. Nach 718 Meter ab der Quelle mündet die Hagerbeck in rund 248 Meter über Normalnull als rechter Zulauf in den Hager Bach, ein Nebengewässer des Mirker Bachs.

### Zuflüsse
- Hagerbeck Siepen (links), 0,1 km
- Hager Siefen (rechts), 0,4 km

## Naturschutz
Das zwölf Hektar große Naturschutzgebiet „In der Hagerbeck“ umfasst die Einzugsgebiete der Quellbäche zwischen der Straße Am Langen Bruch und der Dönberger Straße. Erfasst sind seit 2005 vor allem die gewässerreichen, nicht durch Wege erschlossenen Grünlandflächen sowie der große Teich an der Hoflage „Auf’m Hagen“ an der Dönberger Straße. Die drei westlich der Straße Am Langen Bruch entspringenden Quellbäche gehören ebenfalls zum Schutzgebiet. Der Schutz erfolgte
- zur Erhaltung und Entwicklung der vorhandenen Biotopkomplexe als Refugial und Regenerationsraum für an Feuchtstandorte gebundene Tier- und Pflanzenarten
- zur Erhaltung eines naturnahen, lokal bedeutsamen Fließgewässersystems mit typischer Fließgewässerfauna und naturnahen Ufergehölzen
- zur Erhaltung des Strukturreichtums des Grünlandkomplexes mit Feucht- und Nassgrünland, Quellen, Quellfluren und alter Teichanlagen, naturnahen Gehölzen wie Hecken, Baumhecken, Feldgehölze, Obstwiese sowie kleinen Buchenwaldbeständen mit Altholz
- zum Erhalt der Verbindungsfunktion zwischen Hohenhager Bachtal und Heidacker Bach
- aus landeskundlichen Gründen und wegen der besonderen Eigenart der kulturhistorisch bedeutsamen Strukturen mit alten Hecken und Wegebeziehungen

Als charakteristische Arten, die besonderen Schutzes bedürfen, wurden beobachtet: der Gartenrotschwanz, der Trauerschnäpper, die Blindschleiche und der Falter Goldene Acht. Der große Teich wurde als Fortpflanzungsgewässer von Berg-, Teich-, und Fadenmolch, Erdkröte, Grasfrosch und der Federlibelle erkannt.